# 陈士骅
陈士骅（1905年—1973年），男，直隶（今河北）安新人，中国水利土木工程教育家，曾任清华大学教务长、副校长。